# Anna Olsson (piragüista)
Anna Gunilla Olsson  (Timrå, 14 de marzo de 1964) es una deportista sueca que compitió en piragüismo en la modalidad de aguas tranquilas.
Participó en cinco Juegos Olímpicos, entre los años 1984 y 2000, obteniendo en total cuatro medallas: oro y plata en Los Ángeles 1984, bronce en Barcelona 1992 y bronce en Atlanta 1996. Ganó ocho medallas en el Campeonato Mundial de Piragüismo entre los años 1991 y 1995.

## Palmarés internacional
| Juegos Olímpicos   | Juegos Olímpicos             | Juegos Olímpicos  | Juegos Olímpicos |
| Año                | Lugar                        | Medalla           | Competición      |
| ------------------ | ---------------------------- | ----------------- | ---------------- |
| 1984               | Los Ángeles (Estados Unidos) | Medalla de oro    | K2 500 m         |
| 1984               | Los Ángeles (Estados Unidos) | Medalla de plata  | K4 500 m         |
| 1992               | Barcelona (España)           | Medalla de bronce | K4 500 m         |
| 1996               | Atlanta (Estados Unidos)     | Medalla de bronce | K4 500 m         |
| Campeonato Mundial |                              |                   |                  |
| Año                | Lugar                        | Medalla           | Competición      |
| 1991               | París (Francia)              | Medalla de bronce | K2 500 m         |
| 1993               | Copenhague (Dinamarca)       | Medalla de oro    | K2 500 m         |
| 1993               | Copenhague (Dinamarca)       | Medalla de plata  | K1 500 m         |
| 1993               | Copenhague (Dinamarca)       | Medalla de plata  | K4 500 m         |
| 1994               | Ciudad de México (México)    | Medalla de plata  | K1 200 m         |
| 1994               | Ciudad de México (México)    | Medalla de bronce | K4 500 m         |
| 1995               | Duisburgo (Alemania)         | Medalla de bronce | K1 200 m         |
| 1995               | Duisburgo (Alemania)         | Medalla de bronce | K4 200 m         |